# Tomkowicze (rejon dzierżyński)
Tomkowicze (biał. Томкавічы, Tomkawiczy; ros. Томковичи, Tomkowiczi) – agromiasteczko na Białorusi, w obwodzie mińskim, w rejonie dzierżyńskim, w sielsowiecie Dobryniewo, przy drodze magistralnej M1.

## Historia
Dawniej zaścianek, później folwark. W XIX i w początkach XX w. położone były w Rosji, w guberni mińskiej, w powiecie mińskim, w gminie Samochwałowicze. Wchodziły w skład hrabstwa kojdanowskiego Radziwiłłów, następnie należały do Czapskich.
Po I wojnie światowej pod administracją polską, w Zarządzie Cywilnym Ziem Wschodnich, w okręgu mińskim, w powiecie mińskim, w gminie Samochwałowicze.
W wyniku postanowień traktatu ryskiego znalazły się w granicach Związku Sowieckiego. W latach 1932–1937 w Polskim Rejonie Narodowym im. Feliksa Dzierżyńskiego. Od 1991 w niepodległej Białorusi.